# Ithycaulon cicutarioides
Ithycaulon cicutarioides là một loài dương xỉ trong họ Saccolomataceae. Loài này được Alston mô tả khoa học đầu tiên năm 1939.
Danh pháp khoa học của loài này chưa được làm sáng tỏ. 